# Mouvement communiste ouvrier de Turquie
Pour les articles homonymes, voir Parti communiste de Turquie.
Le Mouvement ouvrier communiste de Turquie (en turc : Türkiye Komünist İşçi Hareketi, abrégé en TKIH) est une organisation communiste fondée en 1987. Elle est issue de l'organisation THKP-C ML - Halkın Yolu (Parti-Front de libération des Peuples de Turquie - marxiste-léniniste - Voie du Peuple). L'organisation a disparu en 1994 lors d'un congrès d'unification mené avec le TKP/ML-Hareketi (en). Ce congrès déboucha sur la création du Parti communiste marxiste-léniniste (Turquie) (MLKP).